# Hlasoplet
Hlasoplet je české mužské vokální kvinteto, které bylo založeno roku 2003 v divadle Josefa Kajetána Tyla v Plzni.
Žánrově patří repertoár mezi spirituální hudbu a jazz. Skupina zpívá upravené písně jiných zpěváků, ale i vlastní autorské písně. Účinkuje v pořadech Českého rozhlasu, na společenských událostech a koncertech. Získala i ocenění od publika (Divácká cena, Prague A-cappella Festival 2012). Hlasoplet vydal 2 alba na CD: Jedním tahem (Avik, 2010) a autorské album vánočních písní Betlém, aneb České Vánoce A Cappella (Multisonic, 2014). Pod hudebním aranžmá je podepsaný David Vaňáč a koncerty provádí Zdeněk Lahoda. Své v pořadí již třetí album skupina vydala v roce 2024, s názvem Hlasoplet 2.0.

## Členové

### Současní
- David Vaňáč (2003–dosud)
- Jan Fraus (2003–dosud)
- Kryštof Balvín (2022–dosud)
- Dušan Kraus (2024–dosud)

### Dřívější
- Petr Berchtold (2003–2016)
- Viktor Fiedler (2003–2016)
- Radek Schejbal (2003–2016)
- Jozef Brindzák (2013–2017)
- Zdeněk Lahoda (2003–2019)
- Jan Tejkal (2018–2022)
- Hynek Hradecký (2017–2024)
- Daniel Kfelíř (2017–2024)
- Patrik Hradecký (2019–2024)

## Portfolio
Kromě vystoupení na nejrůznějších festivalech, firemních VIP akcích, vánočních koncertech či TV vystoupeních, skupina uspořádala k 15. výročí své existence v roce 2018 svůj dosud největší koncert v plzeňském divadle J. K. Tyla, který úspěšně vyprodala.

## Diskografie

### Alba
- Jedním tahem (2010)
- Betlém, aneb České Vánoce A Cappella (2014)
- Hlasoplet 2.0 (2024)

### Singly
| Píseň                            | Album                                |
| -------------------------------- | ------------------------------------ |
| Kde jsi Joe? (Casey Jones)       | Jedním tahem                         |
| Yes, sir, that's my baby         | Jedním tahem                         |
| Java jive                        | Jedním tahem                         |
| Hráli pop (Lollipop)             | Jedním tahem                         |
| Bez nehod                        | Jedním tahem                         |
| Rain drops                       | Jedním tahem                         |
| She's gone                       | Jedním tahem                         |
| V kašně                          | Jedním tahem                         |
| Zuzana                           | Jedním tahem                         |
| Moaning for you                  | Jedním tahem                         |
| Oh, rocks                        | Jedním tahem                         |
| Somebody's knocking at your door | Jedním tahem                         |
| Mája (Die Biene Maja)            | Jedním tahem                         |
| Holy                             | Jedním tahem                         |
| Sobi                             | Betlém, aneb České Vánoce A Cappella |
| Panna Maria                      | Betlém, aneb České Vánoce A Cappella |
| Josef Nazaretský                 | Betlém, aneb České Vánoce A Cappella |
| Oslík                            | Betlém, aneb České Vánoce A Cappella |
| Plzeňská koleda                  | Betlém, aneb České Vánoce A Cappella |
| Cantata v A-tur                  | Betlém, aneb České Vánoce A Cappella |
| Ježíškovo proč                   | Betlém, aneb České Vánoce A Cappella |
| Hvězda                           | Betlém, aneb České Vánoce A Cappella |
| Jmelí                            | Betlém, aneb České Vánoce A Cappella |
| Sněhulák                         | Betlém, aneb České Vánoce A Cappella |